# Viðarlundin í Vági

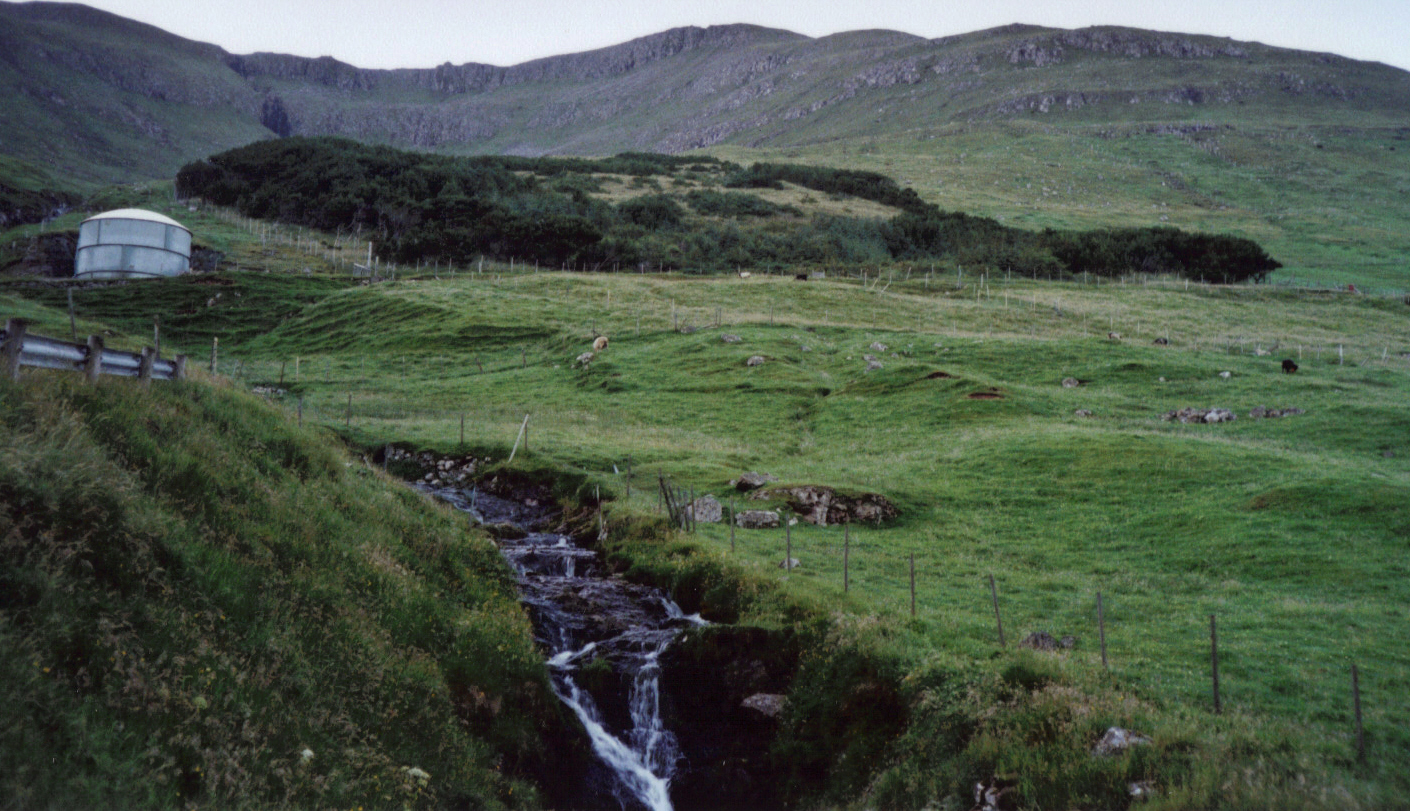
Gesamtansicht

Der Viðarlundin í Vági ist der zweitgrößte von insgesamt fünf Wäldern bzw. Parkanlagen der färöischen Insel Suðuroy, die südlichste Insel der Inselgruppe im Nordatlantik. Das färöische Wort viðarlund bedeutet wörtlich „Gehölz“, es bezeichnet eine Parkanlage oder einen Wald auf den Färöern, von deren Fläche nur 0,06 % bewaldet sind.
Der Viðarlundin í Vági erstreckt sich im Norden der Stadt Vágur und besteht hauptsächlich aus Eschen, Fichten und Birken. Durch ihn führen einige befestigte Spazierwege, von ihm hat man an mehreren Stellen einen schönen Blick auf die Stadt Vágur und den gleichnamigen Fjord. Wie alle Wälder bzw. Parkanlagen außerhalb der Hauptstadt Tórshavn ist er eingezäunt, um die Bäume vor nach Nahrung suchenden Schafen zu schützen.
Der Rat der Stadt Vágur beschloss 1956, einen Wald bzw. eine Parkanlage anzulegen. Das Gehölz bedeckt auf dem Grundstück Flur 41 eine Fläche von 19.000 m² und auf Flur 44 eine Fläche von 11.100 m². Insgesamt ist der Viðarlundin í Vági 30.100 m² groß und damit einer der  ausgedehntesten Wälder bzw. Parks der Färöer.